# Championnats d'Europe d'haltérophilie 2004
Navigation
Loutraki 2003 Sofia 2005
La 83e édition des Championnats d'Europe d'haltérophilie s'est déroulée à Kiev en Ukraine, du 20 au 25 avril 2004.

## Palmarès

### Hommes
| Catégorie | Or                         | Argent                         | Bronze                       |
| --------- | -------------------------- | ------------------------------ | ---------------------------- |
| – 56 kg   | Sedat Artuç Turquie        | Vitali Dzerbianiou Biélorussie | László Tancsics Hongrie      |
| – 62 kg   | Sevdalin Angelov Bulgarie  | Adrian Jigau Roumanie          | Asif Melikov Azerbaïdjan     |
| – 69 kg   | Ekrem Celil Turquie        | Nikolay Pechalov Croatie       | Siarhei Laurenau Biélorussie |
| – 77 kg   | Taner Sagir Turquie        | Mehmet Yilmaz Turquie          | Plamen Zhelyazkov Bulgarie   |
| – 85 kg   | Izzet Ince Turquie         | Zaur Takhushev Russie          | Erdal Sunar Turquie          |
| – 94 kg   | Milen Dobrev Bulgarie      | Eduard Tjukin Russie           | Anatoliy Mushyk Ukraine      |
| – 105 kg  | Alan Tsagaev Bulgarie      | Dmitry Berestov Russie         | Alexandru Bratan Moldavie    |
| + 105 kg  | Velichko Cholakov Bulgarie | Viktors Ščerbatihs Lettonie    | Ronny Weller Allemagne       |

### Femmes
| Catégorie | Or                            | Argent                          | Bronze                         |
| --------- | ----------------------------- | ------------------------------- | ------------------------------ |
| – 48 kg   | Izabela Dragneva Bulgarie     | Svetlana Ulyanova Russie        | Rebeca Sires Rodriguez Espagne |
| – 53 kg   | Nurcan Taylan Turquie         | Marioara Munteanu Roumanie      | Nastassia Novikava Biélorussie |
| – 58 kg   | Aleksandra Klejnowska Pologne | Aylin Dasdelen Turquie          | Zlatina Atanasova Bulgarie     |
| – 63 kg   | Gergana Kirilova Bulgarie     | Dominika Misterska Pologne      | Anastasia Tsakiri Grèce        |
| – 69 kg   | Sibel Simsek Turquie          | Tatiana Matveeva Russie         | Vanda Maslovska Ukraine        |
| – 75 kg   | Svetlana Podobedova Russie    | Sule Sahbaz Turquie             | Christina Ioannidi Grèce       |
| + 75 kg   | Agata Wróbel Pologne          | Viktoriya Shaimardanova Ukraine | Deriya Acikgoz Turquie         |